# Beni Khellad
Pour les articles homonymes, voir Khemis.
Beni Khellad, anciennement Souk El khemis, est une commune de la wilaya de Tlemcen en Algérie.

## Géographie

### Situation
Le territoire de la commune de Beni Khellad est situé au nord de la wilaya de Tlemcen
La ville de Souk El Khemis, chef lieu de la commune, est située à environ 38 km à vol d'oiseau au nord-ouest de Tlemcen et à 13 km à l'est de Honaïne.
| Mer Méditerranée | Mer Méditerranée | Oulhaça El Gheraba (Wilaya d'Aïn Témouchent) |
| Honaïne          | Beni Khellad     | Sidi Ouriache (Wilaya d'Aïn Témouchent)      |
| Beni Ouarsous    | Beni Ouarsous    | Beni Ouarsous                                |

### Localités de la commune
En 1984, la commune de Souk El Khemis (Beni Khellad) est constituée à partir des localités suivantes :
- Souk El Khemis
- Sidi Driss Mezaourou
- Kreima
- Nedjadra
- Zones éparses
- Aïn Merika
- Ouled Amar
- Ouled Azouz
- El Kabar

## Histoire
Par arrêté ministériel du 18 juin 1988, la commune de Souk El Khemis est renommée Beni Khellad.